# Smithfield Prod
Smithfield Prod a fost o companie din România, parte a grupului Smithfield România, deținut de concernului american Smithfield Foods, în  prezent o divizie a Smithfield România.

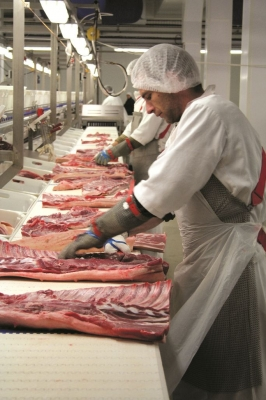
Divizia Carne Proaspătă

Compania a fost înființată în anul 2004, când Smithfield Foods a achiziționat combinatul Comtim din județul Timiș. Grupul de firme Smithfield Romania era alcătuit din Smithfield Ferme, compania care opera fermele de porci și Smithfield Prod, care deținea abatorul și furniza produsele din carne de porc pe piața internă și, ulterior, la export. Smithfield România se reorganizează administrativ în 2016, ulterior integrând companiile componente ale grupului în 3 divizii distincte: Divizia Ferme (Creșterea porcilor și FNC), Divizia Carne Proaspătă (Producția de carne proaspătă) și Divizia Mezeluri (Elit Cugir și Maier Com). 
Între 2004 și 2016, când devine divizia Carne Proaspătă a Smithfield România, Smithfield Prod a fost cea mai mare companie de pe plan local a grupului Smithfield, ajungând la o cifră de afaceri de peste 250 milioane euro. Compania deține practic abatorul din județul Timiș, care are o capacitate de abatorizare de 600 de capete pe oră și produce în sistem integrat carne proaspătă și semi-procesată de porc, sub brandul Comtim,  procesând anual o treime din totalul carcaselor de porc produse și clasificate din România (2020).  
În 2018 Smithfield România achiziționează producătorul local de mezeluri Elit Cugir și grupul Maier Com din Arad, care devin astfel parte a Diviziei Mezeluri a principalul jucător de pe piața cărnii din România.
Produsele Comtim sunt distribuite la scară națională, în majoritatea rețelelor de super și hiper-rmarketuri, către clienții industriali (mari și mici procesatori de mezeluri din România și Europa), precum și în rețelele de distribuție locale. în februarie 2012 compania începe livrările de carne de porc produsă în România către țările membre UE, iar în septembrie 2015 compania a devenit primul exportator romăn de carne de porc abilitat să livreze produse pe piața asiatică, în China. Până în 2019, când Comisia Europeană sistează exporturile românești de carne de porc, din cauza epidemiei globale de Pesta porcină africană, Smithfield a exportat anual peste 21% din producția sa totală de circa 1,3 milioane de porci comerciali pe an.

## Brandul Comtim
În 2009, Comtim redevine un brand comercial al companiei Smithfield Romania, iar din 2011 are loc rebranding-ul Comtim, sub umbrela căruia compania produce o serie diversificată de produse din carne proaspătă și semi-procesate. În prezent, brandul Comtim acoperă 2 game de produse: Porc Proaspat Arhivat în 18 februarie 2020, la Wayback Machine. și Bun de gătit Arhivat în 18 februarie 2020, la Wayback Machine. (care include, la rândul său, sortimentele La Grill, La Cuptor și Comtim Mix - produse semi-procesate).
Slogan: în 2019, compania românească preia sloganul Smithfield Foods - Good Food. Responsibly și îl transpune în Hrană bună. În mod responsabil.

## Măsuri de biosecuritate
Începând cu 2019, o provocare majoră  pentru Smithfield a fost amenințarea permanentă a pestei porcine africane, care a afectat majoritatea județelor și producătorilor din România. Ca urmare, în cadrul întregului grup au fost impuse și implementate măsuri drastice de biosecuritate, precum și o serie de restricții, printre care cele de export, impuse de Comisia Europeană României, din cauza epidemiei existente la nivel de regiune.   
Înainte de declanșarea epidemiei, compania a fost principalul exportator român de carne de porc, fiind prima companie locală care a reușit să obțină, în 2012, autorizările Uniunii Europene pentru expot (în materie de biosecuritate, bunăstare animală și trasabilitate).